# Jermaine Gumbs
Jermaine Gumbs (5 maggio 1986) è un ex calciatore anguillano, di ruolo attaccante.

## Carriera

### Club
Milita dal 2006 al 2008 al Beaconsfield SYCOB. Nel 2008, dopo una breve esperienza allo Slough Town, si trasferisce al Windsor & Eton. Nel 2009 si trasferisce al Binfield. Nel 2010, dopo aver militato all'Hillingdon Borough, si trasferisce all'Uxbridge. Nel 2011 passa al Marlow. Nel 2012, dopo aver militato al Windsor e all'Amersham Town, si trasferisce all'Harefield United. Nel 2014 viene acquistato dall'AFC Hayes, in cui milita fino al 2015.

### Nazionale
Debutta in nazionale il 6 febbraio 2008, in El Salvador-Anguilla.